# Rättviks travbana
Rättviks travbana är en travbana cirka en kilometer norr om Rättvik. 
Rättviks största lopp är Midsommarloppet, som körts ända sedan 1955. På senare år har Rättvik även stått värd för Sommartravets final.

## Kända profiler
Två av de mest kända hästarna från Rättviks travbana är Ego Boy och On Track Piraten. Ego Boy, som vann Elitloppet 1973, är begravd i vinnarcirkeln.
En av de mest kända kuskarna från Rättvik är Olle Goop som hade Rättvik som hemmabana fram till 1976. Idag är profilerna Hans R. Strömberg och Kajsa Frick aktiva på Rättviks travbana.

## Banfakta
- Upploppets längd: 187 m
- Längd: 1000 m
- Banans bredd: 2140: 20,0 m
- Banans bredd: 1640: 20,0 m
- Vinklad vinge på startbilen: Ja
- Open-stretch: Nej